# Peter Shalen
Peter Shalen – amerykański matematyk, topolog, profesor na University of Illinois at Chicago. 
Studiował na Harvardzie. Jego inicjał znajduje się w terminie dekompozycja JSJ. 